# Favale di Malvaro
Favale di Malvaro är en ort och kommun i  storstadsregionen Genua, innan 2015 provinsen Genova, i regionen Ligurien i Italien. Kommunen hade 459 invånare (2018).